# Второй сургутский мост
Второй мост через Обь (Второй сургутский мост) — строящийся автомобильный мост через Обь близ города Сургута в Ханты-Мансийском автономном округе — Югре. Расположится к востоку от города и примкнёт к его административным границам. Спроектирован таким образом, чтобы пустить основной грузовой поток в объезд города и разгрузить имеющийся двухполосный мост им. Валентина Солохина (Югорский мост), работающий с тройной перегрузкой и расположенный в 20 км ниже по течению. Строится компанией «Мостострой-11» и планируется к открытию в 2025 году. Строительство началось 6 июля 2022 года, открытие запланировано на октябрь 2025 года.
По состоянию на октябрь 2024г. из 46 километров подъездных дорог на 23 километрах уложен первый слой асфальта, на 90 % готова насыпь, на мосту все опоры готовы на 100 %, смонтировано 15 тысяч тонн металлоконструкций из 25 тысяч тонн. Общая строительная готовность объекта составляет 60 %.

## Информация
Новый мост будет построен при поддержке правительства России и станет ключевым объектом для обеспечения транспортной доступности крупнейших в мире районов по добыче углеводородного сырья с регионами России и другими странами. Строители планируют уложить более 55 тыс. м³ монолитного бетона и смонтировать 25 тыс. тонн металлоконструкций пролётных строений. Одновременно с мостом будет строиться новая четырёхполосная автомобильная дорога длиной более 45 км. В её состав, кроме моста через Обь, войдут ещё четыре моста и три путепровода. Планируемая пропускная способность моста и новой дороги ожидается 13 тыс. автомобилей в сутки.